# Fyfield (Wiltshire)
Fyfield – wieś w Anglii, w hrabstwie Wiltshire. Leży 39 km na północ od miasta Salisbury i 116 km na zachód od Londynu.